# Samenwerkingsinitiatief van Istanbul
Het Samenwerkingsinitiatief van Istanbul (Engels: Istanbul Cooperation Initiative, ICI) is een door de NAVO gelanceerd initiatief tijdens de Istanbultop van de NAVO in 2004. 
Tijdens deze topbijeenkomst in Istanbul besloten de NAVO-leiders om de Mediterrane Dialoog te verheffen tot een echt partnerschap en om het Samenwerkingsinitiatief van Istanbul op te zetten met geselecteerde landen in de wijde regio van het Midden-Oosten. Het initiatief is een aanbod om deel te nemen in de praktische samenwerking op het gebied van veiligheid met staten in het hele Grotere Midden-Oosten. Dit nieuwe initiatief staat naast het NAVO-Partnerschap voor Vrede-programma en de Mediterrane Dialooggroep. De NAVO zelf ziet deze partnerschappen voor samenwerking in veiligheid als een reactie op de nieuwe uitdagingen van de 21e eeuw en als aanvulling op de besluiten van de G8 en die tussen de Verenigde Staten en de Europese Unie, die oproepen om hervormingen in het Grotere Midden-Oosten door te voeren.
De ICI biedt praktische samenwerking met de belanghebbende landen in het Grotere Midden-Oosten op gebieden zoals:
- Tegenwicht aan massavernietigingswapens
- Terrorismebestrijding
- Opleiding en onderwijs
- Deelname aan NAVO-oefeningen
- Het bevorderen van militaire interoperabiliteit
- Voorbereid zijn op rampen en civiele noodplanning;
- Advies op maat over defensiehervorming en civiel-militaire betrekkingen
- Samenwerking op het gebied van grensbeveiliging om te voorkomen dat de illegale handel in drugs, wapens en mensen.